# Задура, Богдан
Бо́гдан Заду́ра (пол. Bohdan Zadura, род. 18 февраля 1945, Пулавы) — польский поэт, прозаик, эссеист, переводчик с русского, украинского, английского и венгерского языков.

## Биография
Окончил философский факультет Варшавского университета. Дебютировал как поэт в 1962. В 1970-х работал в провинциальном музее, заведовал литературной частью театра в Люблине. Был близок к журналам Akcent, Literatura na Świecie, Twórczość, с 2004 — главный редактор последнего.

## Творчество
В первых книгах стихов тяготел к неоклассицизму (Я. М. Рымкевич, Е. Сито и др.). Перелом к новой манере, для которой характерна демифологизация исторической памяти, внимание к повседневному миру в его случайности и непредсказуемости, стали сборники «Старые знакомые» (1986), «Тишина» (1994).
Переводил стихи Дж. Эшбери, М. Бабича, с украинского — поэзию Дмитро Павлычко, Наталки Белоцерковец, Юрия Андруховича, Сергея Жадана, Андрея Бондаря, Галины Крук, Василя Махно, Андрея Любки, Любови Якимчук, Остапа Сливинского.

### Книги
Стихотворения
- W krajobrazie z amfor (1968)
- Podróż morska (1971)
- Pożegnanie Ostendy (1974)
- Małe muzea (1977)
- Zejście na ląd (1983)
- Starzy znajomi (1986)
- Prześwietlone zdjęcia (1990)
- Cisza (1994)
- Noc poetów. Warszawa pisarzy (1998)
- Kaszel w lipcu (2000)
- Poematy (2001)
- Wiezień i krotochwila. Wiersze z lat sześćdziesiątych (2001)
- Ptasia grypa. I inne wiersze dla kobiet i mężczyzn (2002)
- Stąd (2002)
- Kopiec kreta (2004)
- Wszystko (2008)
- Nocne życie (2010)
- Po szkodzie (2018)

Проза
- Lata spokojnego słońca (1968)
- A żeby ci nie było żal (1972)
- Patrycja i chart afgański (1976)
- Do zobaczenia w Rzymie (1980)
- Lit (1997)

Эссе
- Radość czytania (1980)
- Tadeusz Nowak (1981)
- Daj mu tam, gdzie go nie ma (1996)
- Między wierszami (2002)

Сводные издания
- Wiersze zebrane. — T. I—III. — Wrocław: Biuro Literackie, 2005—2006
- Proza. — T. I—II. — Wrocław: Biuro Literackie, 2005—2006
- Szkice, recenzje, felietony. — T. I—II. — Wrocław: Biuro Literackie, 2007

Публикации на русском языке
- Мой Львов (недоступная ссылка)
- Стихи в переводе Игоря Белова